# Królestwo Swebów

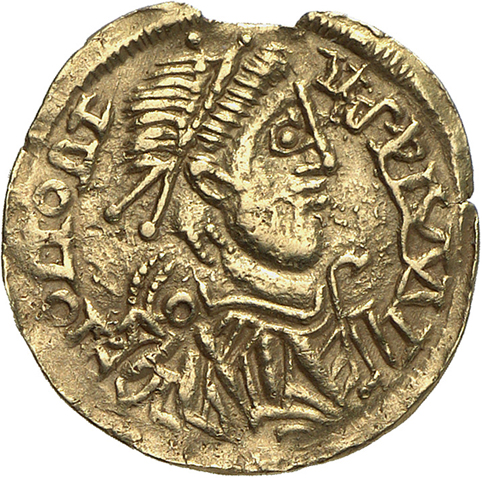
Złota moneta z wizerunkiem swebskiego władcy. Lata 410–450. Na rewersie: VICTORIA AVCCG // CONOB.

Królestwo Swebów (łac. Regnum Suevorum), znane też w historiografii jako Galicyjskie Królestwo Swebów (łac. Galicia suevorum regnum) – nazwa organizacji państwowej utworzonej przez związek plemion germańskich na terenach współczesnej Hiszpanii i Portugalii, należących wcześniej do Cesarstwa Rzymskiego. Królestwo Swebów było jednym z pierwszych które de facto oddzieliło się od cesarstwa i zaczęło bić własną monetę, co było wówczas uważane za jeden z przymiotów niezależnego władcy. Państwo powstało około 410 roku, jako etniczne królestwo Swebów, na terenach hiszpańskiej Galicji i północnej Luzytanii. Charakter królestwa zmienił się w czasie VI wieku, kiedy to elity identyfikowały się z raczej z ziemią którą zajmowały, niż ze swoim pochodzeniem. Pod koniec VI wieku państwo to przestało istnieć, anektowane przez Wizygotów jako jedna z prowincji Królestwa Toledo.

## Korzenie

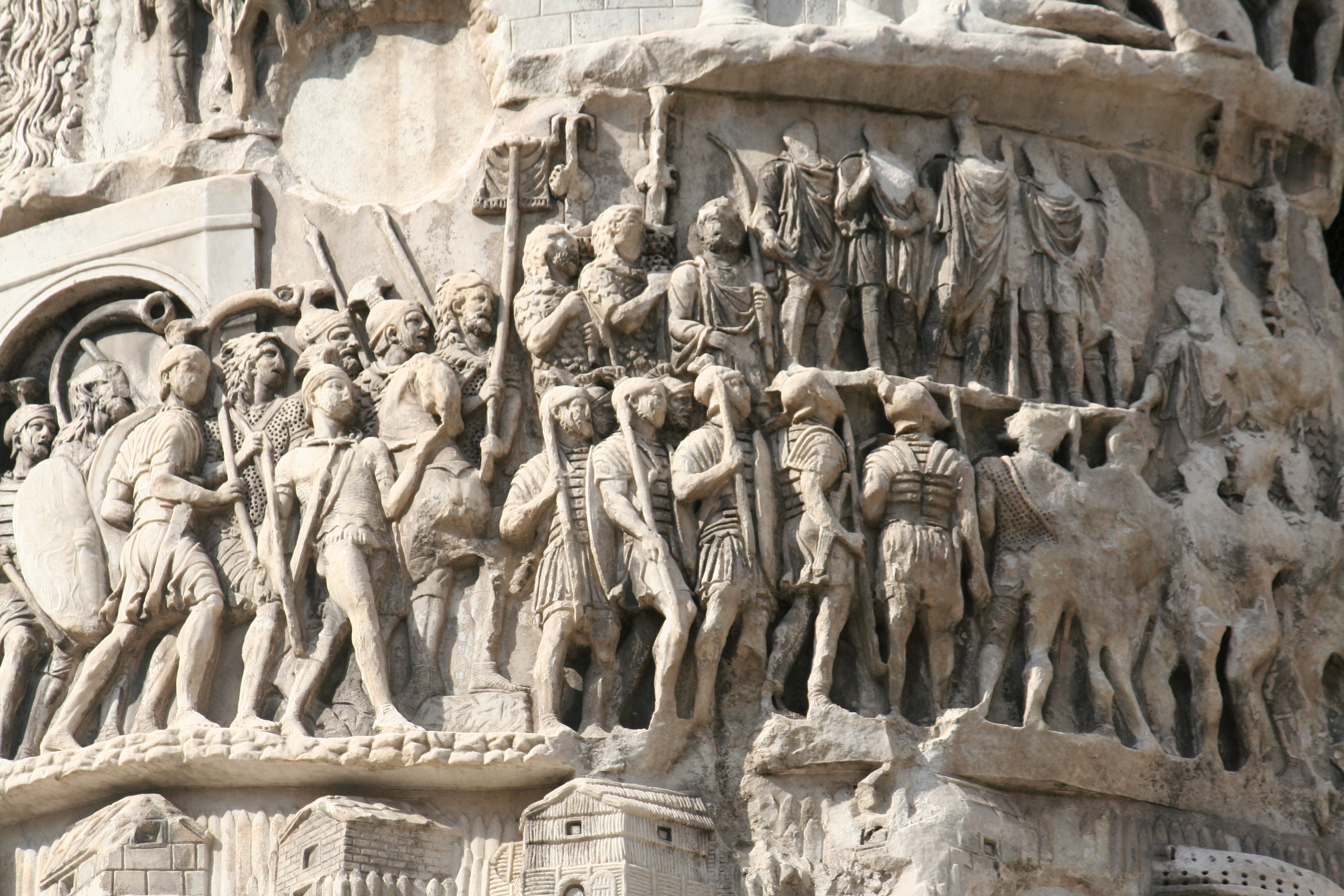
Kolumna Marka Aureliusza, ukazująca triumf cesarza nad Germanami w 176 roku.

Niewiele wiadomo o Swebach, którzy w noc sylwestrową 406 roku przekroczyli Ren, dostając się na tereny rządzone przez Cesarstwo rzymskie. Istnieje na ten temat wiele teorii, jedna z nich, opierając się na VI wiecznych źródłach mówi że byli oni jednym z odłamów Alamanów. Inna, obecnie uważana za najbliższą prawdy identyfikuje Swebów z Kwadami, o których wcześniejszych źródła podają, iż zamieszkiwali oni na północ od środkowego Dunaju, na terenach współczesnej Austrii i zachodniej Słowacji. Kwadowie odegrali znaczną rolę w czasie wojen rzymsko- germańskich w II wieku, kiedy to sprzymierzeni z Markomanami stali się dużym zagrożeniem dla sił rzymskich prowadzonych przez Marka Aureliusza. Jedną z przesłanek dla utożsamiania Kwadów i Swebów jest list świętego Hieronima ze Strydonu, który wspominając o przekroczeniu przez plemiona germańskie Renu, wymienia obok innych plemion Kwadów, pomijając Swebów. Z innych źródeł wiemy, że Swebowie na pewno znaleźli się wśród ludów przekraczających wówczas Ren. Wiadomo o tym na przykład od Orozjusza i z listy z Werony. Możliwe więc że były to dwa, zamiennie używane, określenia na ten sam lud. Możliwe jednak że Hieronim się pomylił, albo nazwał część Germanów Kwadami na podobnej zasadzie jak niemal wszystkie plemiona zamieszkujące stepy Rzymianie i Grecy zwali Scytami.
O wiele poważniejszą przesłanką, mogącą potwierdzać słuszność teorii o identyfikacji Swebów z Kwadami jest fakt iż liczba wzmianek w źródłach o tych drugich znacznie spada gdy pojawiają się w nich zapiski o Swebach i ich ekspansji. Jest raczej mało prawdopodobne że tak duży i znaczący związek plemienny jak Kwadowie, przestał nagle istnieć lub poważnie osłabł- uczeni podejrzewają więc że dużą część Kwadów zaczęto określać mianem Swebów. Przemawia za tym także fakt iż od pierwszych wzmianek o Swebach jawią się oni jako licząca się siła a raczej trudno podejrzewać żeby tak znaczący związek plemion germańskich nie był wcześniej znany Rzymianom. Wydaje się, że Swebowie nie byli początkowo plemieniem w sensie etnicznym tylko politycznym. Zdolni wodzowie zebrali wokół siebie członków innych dużych związków plemiennych, podejrzewa się, że byli to głównie Kwadowie i Markomanowie a w wyniku procesu integracji pomiędzy poszczególnymi grupami powstały więzi, także rodzinne i wytworzyło się przekonanie o wspólnym pochodzeniu.

## Migracje

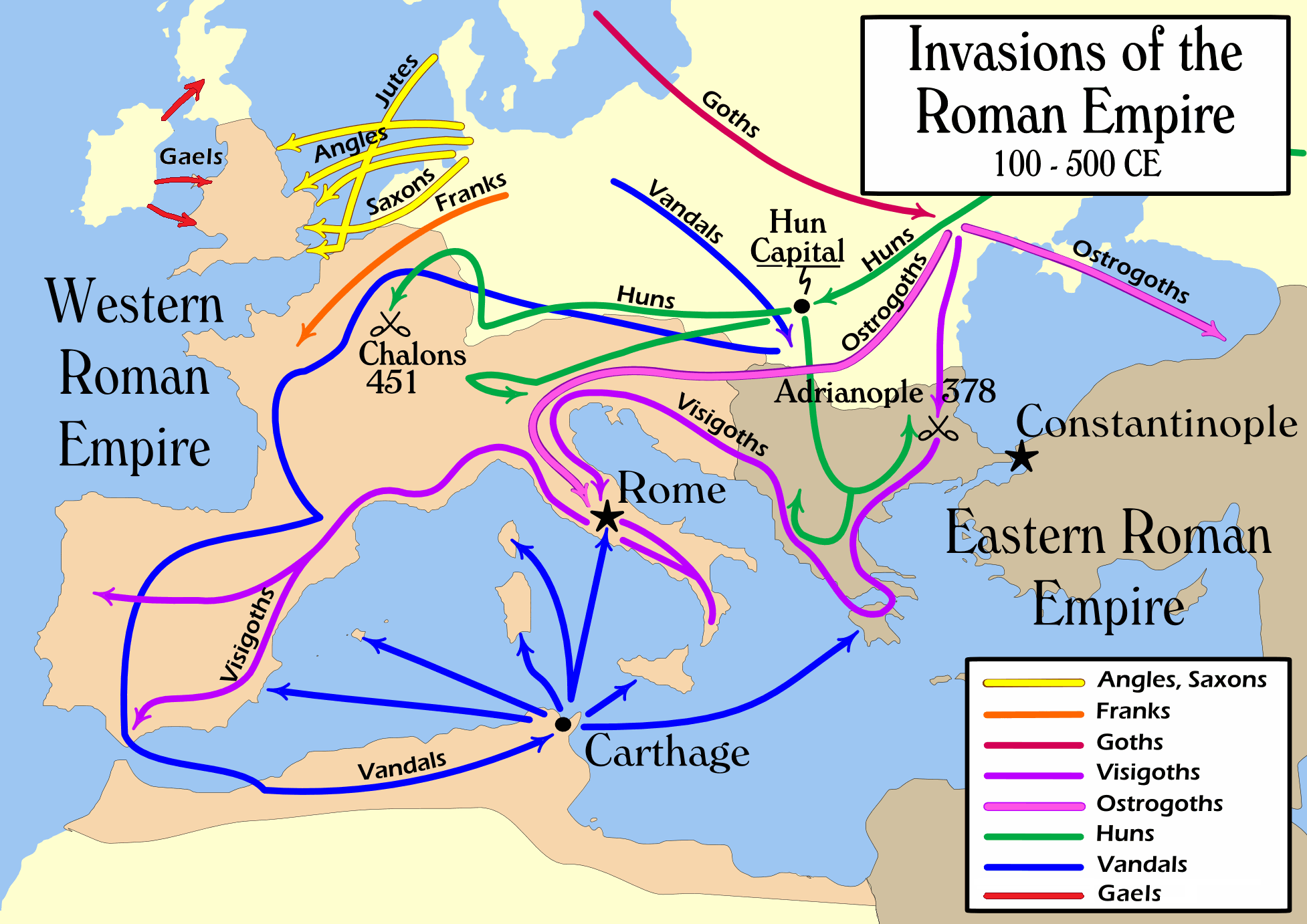
Wędrówka ludów między II a V wiekiem.

Mimo iż brakuje przekonujących dowodów, zazwyczaj przyjmuje się, że główną przyczyną przekroczenia przez Germanów Renu w 406 roku był nacisk ze strony Hunów, którzy pod koniec IV wieku dali się we znaki wschodnim plemionom germańskim. Zachodni Germanie, na wieść o nadciągającym niebezpieczeństwie, naciskani przez zmuszone do migracji atakiem Hunów ludy, mieliby wyruszyć dalej na zachód a w konsekwencji wedrzeć się na teren Cesarstwa. Teoria ta, mimo iż powszechnie przyjęta, ma jednak także swoich krytyków.
Niezależnie jednak od prawdziwych przyczyn, faktem jest iż w noc sylwestrową 406 roku, Swebowie wraz z Wandalami i irańskojęzycznymi Alanami przekroczyli Ren i weszli na teren rzymskiej Galii. Okoliczności sprzyjały barbarzyńcom, zachodnia część Cesarstwa była osłabiona walkami wewnętrznymi, kryzysem społecznym, gospodarczym i militarnym a także wcześniejszymi najazdami, jak na przykład wcześniejszy o rok najazd Gotów dowodzonych przez Radagajsa. Najeźdźcy posuwali się w głąb Galii nie napotykając większego oporu. Grupy barbarzyńców złupiły prowincje Germania Inferior, Belgica Prima i Belgica Secunda, zanim Rzymianie uznali ich za zagrożenie i zdecydowali się na działanie. W odpowiedzi na działania barbarzyńców uzurpator Konstantyn III zatrzymał Wandalów, Swebów i Alanów którzy próbowali przedostać się z północnej Galii na południe. Wiosną 409 roku doszło do wybuchu powstania w Hiszpanii, gdzie cesarzem ogłoszono Maksymusa. Konstantyn, który rościł sobie prawa do władzy nad Półwyspem Iberyjskim próbował negocjować z Gerontiuszem, który stał na czele rebelii, ale jego starania nie zdały się na wiele. Gerontiusz podburzał barbarzyńców obozujących w północnej Galii do marszu na południe i latem 409 roku zebrali się oni i ruszyli w stronę Hiszpanii.

## Osadnictwo i integracja
Tocząca się na półwyspie Iberyjskim wojna domowa, między siłami Konstantyna III i Gerontiusza, ułatwiła barbarzyńcom przekroczenie Pirenejów i sprawiała, że Hiszpania i południowa Galia były o wiele słabiej bronione. Hydacjusz datuje przekroczenie Pirenejów przez barbarzyńców na 28 września lub 12 października 409 roku. Niektórzy uczeni uważają, że nie są to dwie możliwe daty przejścia tylko przedział czasowy między rozpoczęciem przeprawy a jej zakończeniem, ponieważ przekroczenie Pirenejów, zwłaszcza zimą, jest niemożliwe w czasie jednej doby. Hydacjusz podaje że od wkroczenia barbarzyńców w 409 do 410 roku zajmowali się oni głównie łupieniem pożywienia i bogactw z miast i terenów wiejskich.
Na podstawie niektórych źródeł część uczonych skłania się do zdania iż niektóre z grup barbarzyńców były uważana za sojuszników przez administrację uzurpatora Maksymusa i przydzielono im odpowiednie tereny aby mogli tam zamieszkać. Nie istnieje jednak żaden dowód na to aby takie porozumienie istniało, choć na przykład Hydacjusz nic o nim nie wspomina. Zachowanie barbarzyńców względem miejscowych również dalekie było od standardów sojuszniczych. Łupiestwo i grabieże o których pisze Hydacjusz doprowadziło wiele lokalnych społeczności do głodu, a nawet do kanibalizmu: „zmuszeni głodem pożerali ludzkie ciała; matki ucztowały nad trupami swoich dzieci, które zabiły i ugotowały własnymi rękoma”.
W 411 roku różne grupy barbarzyńców miały podzielić między sobą prowincje hiszpańskie i zawrzeć porozumienie z administracją rzymską, dzięki czemu większe starcia między Rzymianami a barbarzyńcami ustały. Wprawdzie Hydacjusz upatrywał źródła pokoju w łasce bożej ale dzisiaj, uczeni sądzą iż pokój został zawarty za cenę przyznania barbarzyńcom statusu sojuszników przez Rzymian i wyznaczenie im terenów pod osadnictwo, co byłoby potwierdzeniem wspomnianego wcześniej podziału terenów. Ich poglądy oparte są na Orozjuszu który twierdzi iż przybysze zawarli z Rzymianami umowę taką samą jak późniejsi Wizygoci. Silingowie osiedli w prowincji Hispania Baetica, Alanowie w Hispania Carthaginensis a Hasdingowie i Swebowie podzielili się ziemiami Galicji leżącymi w północno-zachodniej części prowincji Hispania Carthaginensis.

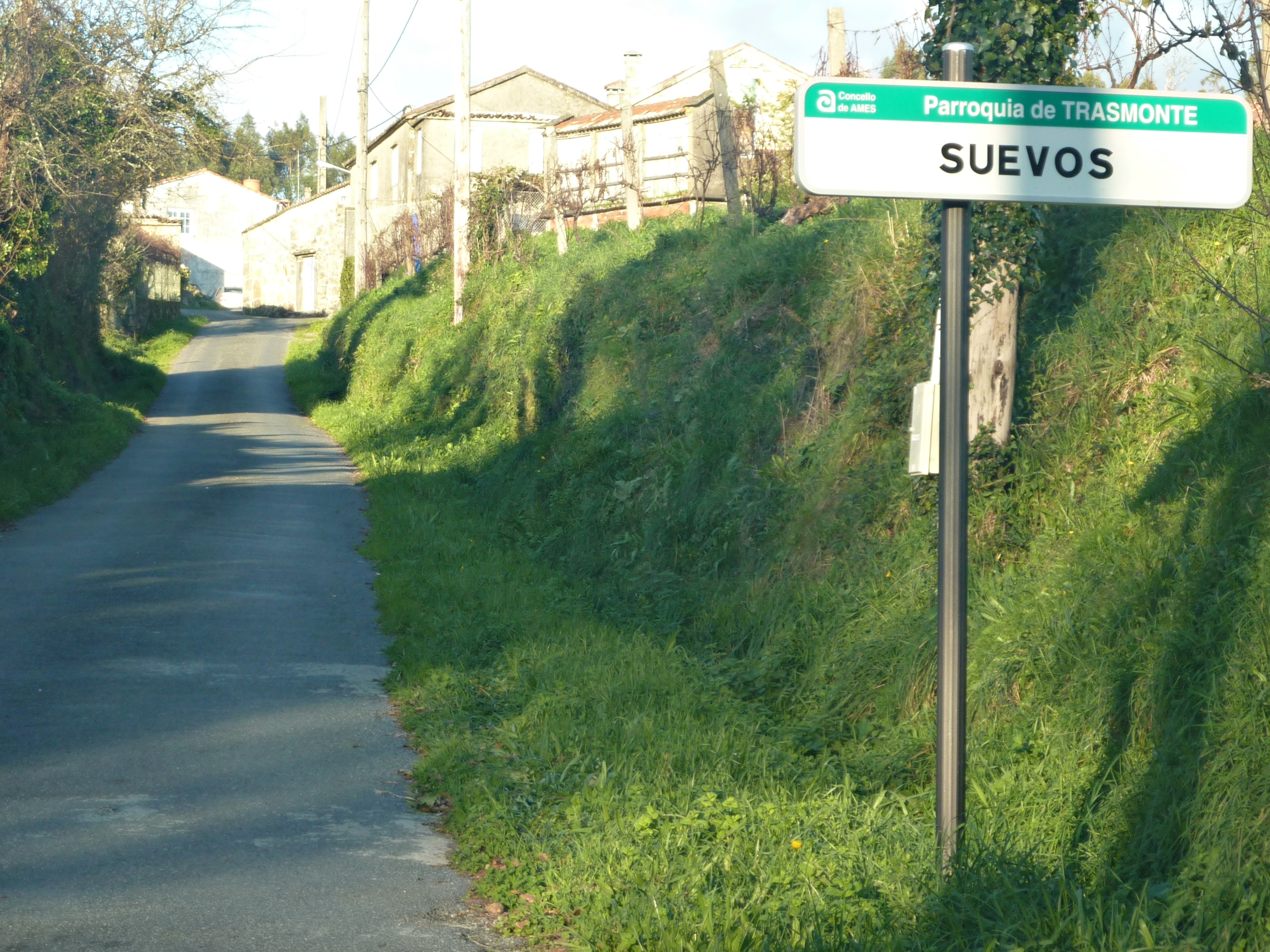
Znak drogowy w wiosce Suevos, nieopodal miejscowości Ames.

Swebowie zajęli dla siebie zachodnią część Galicji, leżącą nad Oceanem Atlantyckim. Prawdopodobnie ich ziemie rozciągały się między dzisiejszymi miastami Porto w Portugalii i Pontevedra w Galicji. Wkrótce do największego znaczenia doszło Braga, która z czasem stała się stolicą dla Swebów, gdzie ich osadnictwo było najbardziej skoncentrowane. Później osiedlali się także w Astorga, okolicach Lugo i w dolinie rzeki Minho. Brakuje śladów osadnictwa Swebów przed 438 rokiem w innych regionach. Początkowe stosunki między przybyszami a miejscowymi nie były wcale tak konfliktowe jak mogłoby się zdawać. Według relacji Hydacjusza nie doszło do żadnych większych starć aż do 430 roku. Orozjusz podaje iż barbarzyńcy „przekuli swoje miecze na narzędzia rolnicze gdy tylko przybyli do swych nowych ziem”.
Według niektórych badaczy razem ze Swebami w zachodniej Galicji osiadło inne plemię germańskie, zwane Buri. Teorie te są podbierane badaniami toponimicznymi i według nich Buri osiadali w okolicach znajdujących się między rzekami Cávado i Homem, na obszarze znanym dziś jako Terras de Bouro (Ziemia Buri). Istnieje jednak możliwość iż nie było to odrębne plemię a potomkowie Buri którzy weszli w skład związku Swebów, zachowując jednak charakterystyczne dla swojej grupy cechy kultury i języka.
Mimo iż Swebowie dość szybko zaczęli używać lokalnej, zwulgaryzowanej łaciny, część słów i konstrukcji gramatycznych z ich germańskiego języka przetrwała do dzisiaj w języku portugalskim i galicyjskim. Większość słów, których źródła upatruje się w germańskim dotyczy wsi, zwierząt i rolnictwa co zdaje się potwierdzać słowa Orozjusza o rolniczej działalności Swebów. Wiele toponimów i imion używanych w Galicji i północnej Portugalii pochodzi od Swebów. Jeszcze u schyłku pełnego średniowiecza większość imion miejscowych odnotowywanych w kronikach i dokumentach jest germańska. Ślady Germanów widać także w lokalnych nazwach, na przykład Sandiás, gmina we współczesnej Galicji, zwana w średniowieczu Sindilanes, zawdzięcza swą nazwę germańskiemu imieniu Sindila. W Galicji do dzisiaj istnieją cztery parafie i sześć miasteczek i wsi noszących nazwę Suevos lub Suegos, wywodzącą się z łacińskiego Sueves oznaczającego Swebów.

## V wiek

### Król Hermeryk
W 416 roku Wizygoci pojawili się na półwyspie Iberyjskim, przysłani tu przez Rzym w celu walki z Wandalami, Alanami, Swebami i pomniejszymi plemionami barbarzyńskimi. Do 418 roku Walia, król Wizygotów pokonał Silingów i Alanów, ale Swebowie i Hasdingowie zostali zostawieni w spokoju. W 419 roku Walia był nieobecny w Iberii, przebywał wówczas w swoich nowych posiadłościach w Akwitanii. Doszło wówczas do konfliktu między Hasdingami, prowadzonymi przez Gunderyka a Swebami, prowadzonymi przez Hermeryka. Wrogie sobie armie spotkały się na wzgórzach Narbasius. Rzymska interwencja doprowadziła do klęski Hasdingów i zostali oni przesiedleni do Betyki. Swebowie mieli więc Galicję tylko dla siebie.
W 429 roku kiedy Wandalowie szykowali się do wyruszenia do Afryki, swebski wódz Heremigariusz wyruszył do Luzytanii w celach łupieżczych, został jednak pokonany przez Gejzeryka, nowego króla Wandalów. Heremigariusz zginął, utopiwszy się w rzece Guadiana w czasie odwrotu. Mimo iż wyprawa zakończyła się klęską, to była to pierwsza próba działania militarnego Swebów poza Galicją. Było to o tyle istotne że po opuszczeniu Hiszpanii przez Wandalów, Swebowie stali się jedynymi zorganizowanymi barbarzyńcami na półwyspie Iberyjskim.
Król Hermeryk spędził wiele lat swojego panowania na umacnianiu rządów Swebów w Galicji. W 430 roku zarzucił pokojową politykę wobec miejscowych łupiąc środkową Galicję. Romańska ludność prowincji schroniła się w starych, pochodzących jeszcze sprzed rzymskiego panowania, twierdzach na wzgórzach. Lokalne elity skłoniły wkrótce Hermeryka do zaprzestania wrogich działań wobec Rzymian. Jednak już w 431 i 433 roku doszło do kolejnych aktów wrogości ze strony Swebów. I tym razem jednak doszło do zawarcia pokoju. Mimo że ataki Swebów zdarzały się jeszcze do 438 roku to były raczej sporadyczne i niezbyt mocne. Od 438 roku, kiedy to Hermeryk podporządkował sobie całą Galicję, datuje się pokój który miał trwać prawie dwadzieścia lat.

### Król Rechila

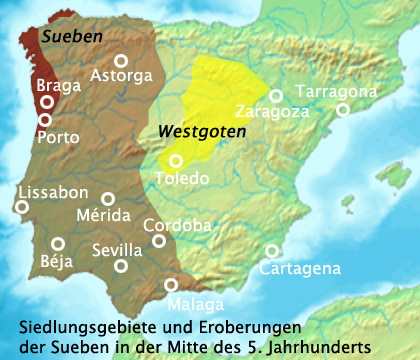
Królestwo za czasów Rechiara.

W 438 roku Hermeryk zachorował. Jego niepodważalnymi osiągnięciami było podporządkowanie sobie całej Galicji i utrzymywanie pokoju między Swebami a miejscowymi. Choroba nasiliła się i Hermeryk zdecydował się oddać władzę w ręce swojego syna, Rechilii. Nowy władca dostrzegał w panującej wówczas sytuacji znakomitą okazję do ekspansji i rozpoczął wyprawy wojskowe poza terenami Galicji. W 438 roku poprowadził wojska do Betyki, gdzie pokonał siły rzymskie dowodzone przez Andevotusa w bitwie nad rzeką Genil. Wyprawa ta przyniosła Swebom znaczne łupy i upewniła ich co do słuszności polityki przyjętej przez Rechilę. W 439 roku Swebowie najechali Luzytanię i zdobyli jej stolicę, Méridę, która szybko stała się siedzibą dworu króla Swebów. W 440 roku Rechila pokonał Censoriusza i zajął strategicznie ważną Mértolę. W 441 roku zmarł Hermeryk a jego syn zdobył Sewillę. Wraz z jej zdobyciem Swebowie uzyskali kontrolę nad częścią Betykii i Carthaginensis. Część uczonych wątpi jednak żeby obecność Swebów była długotrwała, twierdzą oni że były to tylko łupieżcze rajdy po których wycofywali się oni do Galicji a władzę obejmowali lokalni dostojnicy lub wracała ona w ręce administracji rzymskiej.
W 446 roku Rzymianie wysłali do Hiszpanii Vitusa, pełniącego funkcję magister utriusque militiae, któremu towarzyszyły znaczne siły Gotów. Jego zadaniem było wyparcie Swebów i przywrócenie kontroli rzymskiej. Rechila wyruszył naprzeciw Vitusowi i po pokonaniu Gotów, zmusił rzymskiego wodza do ucieczki. Po tej klęsce Rzymianie przestali podejmować próby odzyskania terenów kontrolowanych przez Swebów. W 448 roku Rechila zmarł a tron odziedziczył po nim jego syn, Rechiar.

### Król Rechiar
Rechiar objął władzę po śmierci swego ojca w 448 roku. Był on ortodoksyjnym chrześcijaninem, pierwszym chrześcijańskim królem Swebów i pierwszym który zaczął bić monetę z własnym wizerunkiem, co było atrybutem niezależnego władcy. Rechiar chciał naśladować kariery ojca i dziadka i starał się wzmacniać pozycję swoją i swego państwa. W 448 roku wziął za żonę córkę gockiego króla Teodoryka I, co znacznie ociepliło stosunki między Swebami a Gotami. Przeprowadził także kilka udanych wypraw łupieżczych na Waskonię, Saragossę i Lleidę, które były ostatnimi terenami na półwyspie Iberyjskim które wciąż znajdywały się pod kontrolą Cesarstwa. W walkach z Rzymianami posiłkował się siłami bagaudów. W Lleidzie udało mu się pojmać kilku ważnych jeńców, których wykorzystał potem do zawarcia korzystnego pokoju z Rzymem. Pokój jednak nie utrzymał się długo z powodu najazdów Swebów na Carthaginensis. W reakcji na agresywną politykę Rechiara cesarz Awitus i Wizygoci wysłali do Galicji poselstwo przypominające że Goci są gwarantem pokoju między Cesarstwem a Swebami i w razie dalszych, nieprzyjaznych działań interweniują po stronie Rzymu. Mimo to Swebowie nadal najeżdżali rzymskie posiadłości w Hiszpanii, biorąc znaczne ilości jeńców.
Cesarz Awitus postanowił w końcu odpowiedzieć zbrojnie na ataki Swebów. Jesienią 456 roku król Wizygotów Teodoryk II przekroczył Pireneje i ruszył na Galicję na czele olbrzymiej armii złożonej z Gotów i Burgundów. Rechiar przeprowadził mobilizację i ze znaczną swebską armią wyruszył przeciwko Teodorykowi II. Do spotkania obydwu armii doszło 5 października nad rzeką Órbigo w pobliżu Astorga. Goci rozbili Swebów, zabijając wielu z nich a resztę zmuszając do odwrotu. Rechiar, ścigany przez Gotów, uciekł na wybrzeże do Porto. Teodoryk II 28 października zdobył i złupił Bragę. Król Swebów wpadł w ręce Teodoryka II gdy próbował uciec z Porto na pokładzie statku, w grudniu 456 roku został zamordowany przez Gotów. Wojna w Galicji jednak trwała a Goci wycofali się dopiero w 459 roku, na wieść o działaniach Majoriana, nowego cesarza rzymskiego. W czasie odwrotu Wizygoci złupili Astorga, Palencię i wiele innych twierdz i miast.

### Rywalizacja
Śmierć Rechiara z rąk Wizygotów oznaczała wygaśnięcie dotychczasowej rodzinny królewskiej, a wraz z nią umarła zasada dziedziczenia korony z ojca na syna. Wydaje się, że w 456 roku przywódcą jakiejś części Swebów został Aiulf. Sposób, w jaki do tego doszło jest do dziś niejasny: Hydacjusz podaje że Aiulf był gockim dezerterem, Jordanes zaś pisze, że był namiestnikiem Galicji mianowanym przez Teoderyka, ale namowionym przez Swebów do buntu. Niezależnie od tego jak było w rzeczywistości rządy Aiulfa nie potrwały zbyt długo. Został on zabity w Porto w czerwcu 457 roku, ale jego rebelia sprawiła, że Teodoryk utracił kontrolę nad Swebami, a zbrojne akcje cesarza Majoriana przeciwko Wizygotom sprawiły, że ich król musiał skupić swoje siły poza Iberią.
W momencie rebelii Aiulfa przeciwko Teodorykowi inne odłamy Swebów wybrały swoich własnych wodzów. Hydacjusz podaje iż część z nich opowiedziała się za Maldrasem a inni za Framtą. Sposób wyboru obydwu liderów sugeruje, że zwyczaj wyboru władców poprzez głosowanie członków plemienia był nadal żywy wśród Swebów. Wszystkie z rywalizujących o koronę stron zawierały sojusze z rdzennymi mieszkańcami Galicji. W 457 roku zmarli zarówno Framta jak i Aiulf, ale fakt ten wcale nie sprawił, że doszło do zjednoczenia Swebów pod rządami Maldrasa. Następcą Framty został bowiem Richimund. Wydaje się, że Maldras po śmierciu Aiulfa kontrolował Luzytanię, a Framta, później Richimund, rządził Galicją. W 458 roku Goci ponownie przekroczyli Pireneje i w lipcu dotarli do Betyki, pozbawiając Swebów kontroli nad tą prowincją. Wojska te pozostawały na terenie półwyspu przez kilka następnych lat.
W 460 roku, po czterech latach rządów, zginął Maldras, który naraził się zarówno Rzymianom, rdzennym mieszkańcom Iberii jak i dużej części Swebów. W latach 459-460 złupił wiele osad miejskich i wiejskich na rządzonych przez siebie terenach, wyprawiał się także na południową część Galicji. Następca Maldrasa w Luzytanii został Frumar. Tymczasem pod wodzą Richimunda Swebowie z Galicji w 460 roku zdobyli Lugo, ufortyfikowane miasto, które dotychczas znajdowało się w rękach rzymskich władz. W odpowiedzi na te działania Swebów, Goci wysłali znaczne siły, które miały odbić Lugo i spustoszyć Galicję. O zbliżających się Gotach Rechimunda powiadomili lokalni Rzymianie, o których Hydacjusz pisze jako o zdrajcach. Dobrze przygotowany do walki Rechimund zdołał obronić Lugo, które odtąd stało się ważnym dla Swebów miastem i jako siedziba ich przywódcy pełniło rolę stolicy. Zwycięstwo w walce z Gotami o Lugo pozwoliło Swebom przetrwać i zachować niezależność. W 464 roku zmarli zarówno Frumar jak i Rechimund.

### Remismund
W 464 roku Remismund, dotychczasowy ambasador, utrzymujący kontakty między Galicją a Galią, został wybrany następcą Frumara. W czasie swoich rządów zjednoczył on podzielonych Swebów, nie wiadomo jednak czy stało się to od razu, bądź w niedługim po elekcji czasie, czy też był to dłuższy proces a Remismund musiał jeszcze rywalizować o władzę z ewentualnym następcą Rechimunda. Tak czy inaczej Remismund został w końcu władcą wszystkich Swebów, zaprowadzając pokój pomiędzy poszczególnymi frakcjami. Był również uważany za samodzielnego króla przez innych ówczesnych władców, na przykład Teoderyka, który przysyłał mu prezenty.
Rządy Remismunda upłynęły pod znakiem wypraw łupieżczych i wojen mających na celu pełne poddanie Galicji i pobliskich jej ziem władzy Swebów. Germanie najeżdżali na Luzytanię i Astorgę (współczesna Asturia), walcząc z galicyjskim plemionami które nie uznawały władzy Remismunda. W 468 roku złupili Coimbrę w Luzytanii, biorąc wielu jej mieszkańców w niewolę. W 469 roku Swebowie najechali Lizbonę, którą zdobyli dzięki zdradzie miejscowego Rzymianina o imieniu Luzydiusz, późniejszego posła króla Swebów. Wówczas kończy się narracja Hydacjusza w związku z czym dalsze dzieje rządów Remismunda są dla nas niejasne.
Oprócz wojen, będących oznaką rosnącej siły Swebów, na czas rządów Remismunda przypada rozwój chrześcijaństwa wśród jego germańskich poddanych. W związku z tym procesem w 466 roku Teodoryk II wysłał do Galicji swojego duchownego o imieniu Ajaks, który rozpoczął tam tworzenie ariańskiej organizacji kościelnej. Ariańska wersja chrześcijaństwa wkrótce stała się wyznaniem obowiązującym w państwie Swebów.

## Okres ariański
Ze źródeł da się wyciągnąć bardzo niewiele informacji na temat dziejów ziem pod panowaniem Swebów między 470 a 550 rokiem. Nieliczne wzmianki znajdują się w dziele Izydora z Sewilli, który wspominał iż Galicją panowało wówczas wielu królów a wszyscy z nich byli arianami. Średniowieczny dokument zwany Divisio Wambae zawiera informacje o jednym z władców, zwanym Teodemundem, inni pozostają nieznani z imienia, lub są one mocno wątpliwe- kroniki wymieniają Hermeneryka II, Rechilę II i Rechiara II.
Bardziej wiarygodnym źródłem wydaje się być odnaleziona na terenie współczesnej Portugalii, inskrypcja wyryta w kamieniu na pamiątkę fundacji kościoła. W inskrypcji zawarto nie tylko fundatora ale też imię króla Veremunda. Jednak i ta inskrypcja budzi kontrowersje, część uczonych uważa, że dotyczy ona Bermudo II, króla Leonu i pochodzi z czasów późniejszych.
Z listu papieża Wigiliusza do biskupa Bragi, wysłanego około 540 roku, wiadomo że z powodu różnic wyznaniowych dochodziło do tarć między arianami a katolikami. List donosił także o konwersjach na arianizm wśród niektórych Rzymian, dotychczas katolików, zamieszkujących państwo Swebów.

## Przyjęcie katolicyzmu

### Relacje

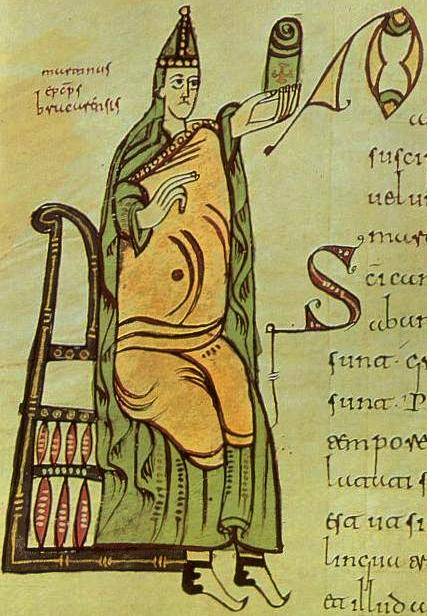
Wizerunek świętego Marcina z Bragi.

Źródła różnią się w sposób zasadniczy co do wydarzeń które doprowadziły do przyjęcia katolickiego wyznania wiary przez ariańskie elity i władców państwa Swebów. Zapisy z I synodu w Bradze podają iż został on zwołany 1 maja 561 roku na rozkaz króla Ariamira. Dokumenty synodu jasno mówią iż odbył się na rozkaz monarchy Swebów i nazywają go gloriosissimus atque piissimus filius noster, czyli naszym najwspanialszym i najpobożniejszym synem.
Relacja Izydora z Sewilli zawarta w Historia de regibus Gothorum, Vandalorum et Suevorum podaje iż władcą który przyjął chrzest w obrządku katolickim był Teodemar, nawrócony dzięki modlitwom Marcina z Bragi, który potem miał aktywnie uczestniczyć w rozwoju organizacji kościoła katolickiego w państwie Swebów.
Inaczej sprawę przedstawia Grzegorz z Tours, który pisze o królu Chararyku, którego istnienie nie znajduje potwierdzenia w żadnym innym źródle. Ów król miał mieć syna chorego na trąd i rozpaczliwie szukał dla niego pomocy. Modlitwy ariańskich duchownych i zabiegi lekarzy nie dawały żadnych rezultatów. Tymczasem Chararyk dowiedział się o uzdrawiającej mocy relikwii świętego Marcina z Tours. Modlitwa z wezwaniem tego świętego przyniosła skutek i jego syn odzyskał zdrowie a Chararyk został katolikiem.

### Próby interpretacji
Wśród historyków trwają spory co do tego kto był pierwszym katolikiem wśród swebskich monarchów jak i do tego jaka była kolejność ich panowania, istnieją nawet spory co do istnienia jednego z nich.
Jeśli chodzi o spory co do kolejności to nie wiadomo czy Ariamir był przed czy po Teodemarze i Chararyku czy po nich. Część uczonych podaje w wątpliwość istnienie Chararyka, uważając iż wzmianka o nim jest albo wymysłem Grzegorza z Tours albo efektem nieprawdziwej relacji przez niego zasłyszanej.
Jedna z interpretacji mówi o tym że Ariamir sam nie był katolikiem ale nie żywił do tego wyznania nienawiści i w związku z tym pozwolił na odbycie synodu w Bradze. Chararyk i Teodemar panowali zaś po Ariamirze i to dopiero oni mieli przyjąć chrzest w obrządku katolickim. Przy założeniu że Grzegorz z Tours się nie myli i Chararyk rzeczywiście istniał to jego nawrócenie miało być wcześniejsze i dokonać się poprzez cud za sprawę relikwii świętego Marcina z Tours. Teodemar zaś miał nawrócić się później za sprawą pouczeń świętego Marcina z Bragi.
Według innej interpretacji Chararyk i Teodemar to jedna i ta sama osoba, a rozbieżność imion wynika z tego że jedno z nich ów władca przyjął na katolickim chrzcie. Inna hipoteza mówi że Ariamir rzeczywiście był pierwszym katolickim królem Swebów i utożsamia go z Teodemarem, odrzucając istnienie Chararyka. Kolejna teoria, na podstawie relacji o żywocie świętego Marcina z Bragi, mówi iż nawrócenie swebskich elit na katolicyzm było w rzeczywistości procesem długotrwałym i to Chararyk był tym który przyjął katolicki chrzest a Ariamir, jego następca, brał już czynny udział w życiu kościoła, zaś kolejny władca, Teodemar, rozpoczął nawet prześladowania zwolenników arianizmu.
Przyczyn zmiany wyznania było wiele ale jedną z ważniejszych na pewno był fakt iż Swebowie zaczynali traktować już podbite w V wieku tereny jako swoje, rodzime ziemie, tymczasem zdecydowana większość ich rdzennych mieszkańców pozostawała wierna Stolicy Apostolskiej. W VI wieku mogło dojść do podobnych procesów jak w Galii czy Hiszpanii, rządzonej przez Wizygotów. Tworzyły się więzy między znaczącymi rodzinami rzymskimi a rodami swebskimi. Do tego Germanie przyjmowali wiele elementów rzymskiej kultury która zapewne im imponowała. Odrębność religijna elity rządzącej na dłuższą metę na pewno utrudniała skuteczne zarządzanie krajem i rodzenie się poczucia jedności wśród jego mieszkańców.

## VI wiek i aneksja

### Brytowie
Pod koniec V wieku i na początku VI do północnej Galicji zaczęła napływać ludność rzymsko-celtycka z Armoryki i Brytanii. Byli przyjmowani jako uchodźcy bądź też jako sojusznicy i Swebowie osadzali ich na wyludnionych obszarach swojego państwa. Z czasem tereny te zaczęto określać mianem Britonia (Brytonia). Większość informacji na temat tych osad pochodzi ze źródeł kościelnych. Zapisy z drugiego synodu w Bradze, który odbył się w 572 roku wspominają o diecezji Britonensis ecclesia, w dosłownym tłumaczeniu „Kościół brytyjski” (brytyjski w ówczesnym tego słowa znaczeniu, czyli nie germański mieszkaniec Wysp Brytyjskich, w języku polskim funkcjonuje określenie „Brytowie”). Zapisy synodu mówią też o stolicy biskupiej, sedes Britonarum, która zarządzała wspomnianą diecezją. Źródło zwane Divisio Theodemiri lub Parochiale suevorum przypisuje przybyszom z północy dwa klasztory- Maximi i Santa Maria de Bretoña. Biskup reprezentujący Britonensis ecclesia na synodzie nosił brytońskie imię – Mailoc. Biskupstwo było reprezentowane jeszcze na kilku synodach do końca VII wieku.
Brytonia zajmowała część północnej Galicji, a osady Brytów rozciągały się wzdłuż wybrzeży nad Zatoką Biskajską, sięgając Asturii na wschodzie. Południową granicę osadnictwa Brytów wyznaczała osada Mondoñedo.

### Ariamir i Teodemar

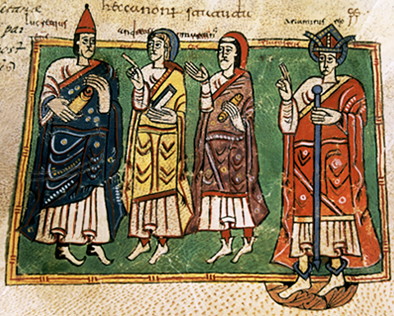
Król Ariamir z biskupami w czasie I synodu w Bradze.

Król Ariamir w trzecim roku swojego panowania, czyli w 561 roku, 1 maja zwołał pierwszy synod Kościoła katolickiego w państwie Swebów. Synod zebrał się w Bradze i obradował na temat pryscylianizmu, który ostatecznie zdecydowanie odrzucił i potępił. Co ciekawe w dyskusji na temat ewentualnego katolicyzmu Ariamira – synod nie podejmował żadnych dyskusji na temat arianizmu i Swebów. Zachowała się jedna zapiska wspominająca potępienie przez synod noszenie przez niektórych duchownych granos. Słowo to oznacza typowe dla Germanów warkoczyki lub długą brodę albo też długie wąsy. Każda z tych „fryzur” była uważana za pogańską. Dokumenty synodalne są również ciekawym źródłem jeśli chodzi o badanie stopnia popularności katolicyzmu wśród Swebów – zaledwie jeden z biskupów, Ilderyk, nosił germańskie imię, co jednak nie musi od razu świadczyć o tym, że wśród Germanów brakowało katolików – mogli oni nosić imiona rzymskie, lub katolicyzm był dla nich nowym wyznaniem i Swebowie nie zdążyli jeszcze porobić karier kościelnych. Jakiś procent spośród nich musiał być jednak katolikami skoro na synodzie potępiono noszenie przez duchownych granos.
1 stycznia 569 roku następca Ariamira, Teodmar, co do którego katolicyzmu nie ma wątpliwości, zwołał sobór w Lugo. Doszło na nim do reformy administracji państwowej i kościelnej. Na żądanie Teodmara Galicję podzielono na dwie prowincje kościelne z siedzibami w Lugo i Bradze oraz na trzynaście biskupstw. Część z nich była nowa, część istniała już wcześniej. Pod kontrolą Lugo znalazły się biskupstwa Iria Flavia, Astorga, Tui, Ourense i Brytonia. Dume, Porto, Viseu, Lamego, Coimbra i Idanha-a-Velha podlegały Bradze. Każde z biskupstw zostało również podzielone na obszary zwane ecclesiae i pagi.

### Król Miro

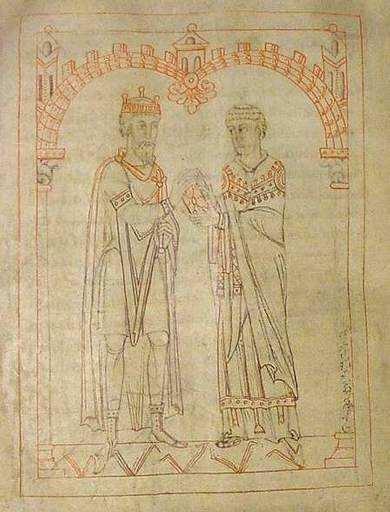
Miro, król Galicji, i święty Marcin z Bragi.

Jak podaje Jan z Biclar w 570 roku tron po Teodemarze objął Miro. W czasie jego rządów nad królestwem Swebów ponownie zawisło niebezpieczeństwo wizygockie. Leowigild, król Wizygotów, odtwarzał ich dawną potęgę, która załamała się po klęsce zadanej im przez Franków w bitwie pod Vouillé.
W 572 roku Miro zwołał drugi synod w Bradze, któremu przewodził święty Marcin z Bragi, choć znaczną rolę odgrywał także Nitygiusz, Sweb pełniący urząd biskupa Lugo. Marcin, chwalony za swoje przymioty przez Izydora z Sewilli, Grzegorza z Tours i Wenancjusza Fortunata, miał duży udział w rozwoju katolicyzmu wśród Germanów w Galicji. Odegrał również ważną rolę w dziejach królestwa Swebów, przyczyniając się do jego politycznego i kulturowego rozwoju. Z aktów synodu wynika iż Marcin był zdecydowanym zwolennikiem ortodoksji, gdyż to właśnie na tym synodzie duchowni z Galicji po raz pierwszy, oficjalnie potępili nauki Ariusza. Na odnotowanie zasługuje również fakt iż wśród biskupów biorących udział w synodzie aż pięciu nosiło germańskie imiona: Nitygiusz z Lugo, Wyttimer z Ourense, Anila z Tui, Remisol z Viseu i Adoryk z Idanha-a-Velha. Wydaje się więc że katolicyzm poczynił znaczne postępy wśród Swebów od czasów pierwszego synodu w Bradze.
W tym samym roku król Miro poprowadził wyprawę przeciwko Rukkonom w Asturii. Wyprawa zbiegła się w czasie z sukcesami Leowigilda w Hiszpanii. Wizygoci zdobyli kontrolę nad Kordobą, Mediną-Sidonią i przeprowadzili szereg ataków na obszary wokół Malagi. Wizygoci wraz z początkiem nowego roku zaczęli się zbliżać do granic królestwa Swebów. Zajęli Sabarię i Kantabrię. W 576 roku uderzyli bezpośrednio na Galicję. Król Miro wysłał swoich posłów, którym udało się zawrzeć zawieszenie broni z Wizygotami. Szukając sojuszników Miro wysłał ambasadora do frankijskiego króla Guntrama, poselstwo zostało jednak przechwycone przez Chilperyka I w pobliżu Poitiers a jego członkowie uwięzieni na parę lat, jak relacjonuje Grzegorz z Tours.
W 579 roku, syn Leowigilda, książę Hermenegild zbuntował się przeciwko ojcu, ogłaszając się królem. Przebywając w Sewilli przyjął chrzest w obrządku katolickim i potępił ariańską wiarę ojca. Dokonało się to prawdopodobnie pod wpływem jego żony, frankijskiej księżniczki o imieniu Ingundis. Leowigild dość szybko uporał się jednak z buntownikami. W 582 roku jego wojska zajęły Meridę a rok później obległy Sewillę. Przebywający w oblężeniu Hermenegild mógł liczyć tylko na swoich sojuszników. Pomoc zaoferowało Wschodnie Cesarstwo Rzymskie, które od czasów Justyniana kontrolowało znaczną część południowego i wschodniego wybrzeża Hiszpanii a także Swebowie. Miro wyruszył na południe na czele armii z zamiarem przerwania blokady nałożonej przez siły Leowigilda. Kiedy jednak Swebowie rozbili obóz okazało się, że są otoczenie przez Wizygotów. Miro został zmuszony do zawarcia pokoju i deklaracji iż nie będzie działał na szkodę Leowigilda. Po wymianie podarków Miro powrócił do Galicji gdzie zmarł parę dni później z powodu zatrucia „niezdrowymi, hiszpańskimi wodami”, jak to określił Grzegorz z Tours. Hermenegild został ostatecznie pokonany w 584 roku, kiedy to za cenę 30 000 solidów Leowigild przekonał Bizancjum do porzucenia strony buntownika.

### Ostatni królowie

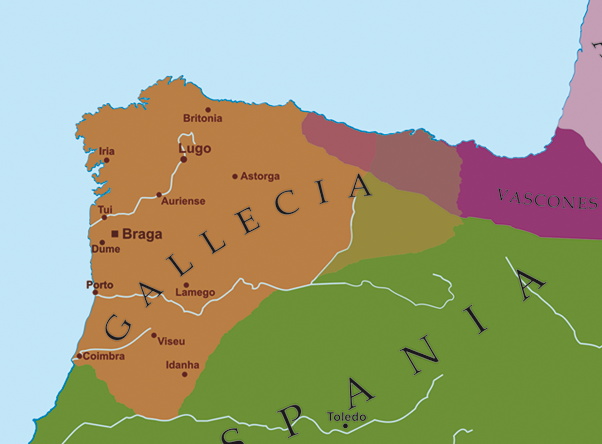
Królestwo Swebów w Galicji i Luzytanii w VI wieku

Po śmierci Miro, tron objął jego syn Eboryk, który przed koronacją wysłał bogate dary Leowigildowi i zapewnienia o swojej przyjaźni. Nie minął jeszcze rok panowania nowego władcy kiedy to jego szwagier, Andeca, zebrał nieprzychylne Eburykowi siły i obalił władcę. Aby nie zhańbić się zabójstwem członka rodziny zmusił Eburyka do wstąpienia do klasztoru po czym ożenił się z wdową po królu Miro i koronował. Uzurpacja i wcześniejsze kontakty Eburyka z Wizygotami stanowiły znakomity pretekst do inwazji sił Leowigilda który występował jako obrońca prawowitego monarchy. W 585 roku Wizygoci uderzyli na Galicję. Według relacji Jana z Biclar: Król Lewowigild zniszczył Galicję i pozbawił Andekę władzy; naród Swebów, jego bogactwa i ojczyzna stały się własnością króla Wizygotów i jedną z prowincji jego państwa. W czasie inwazji Wizygotów Frankowie króla Guntrama zaatakowali Septymanię, prawdopodobnie starając się w ten sposób pomóc sojusznikowi. Frankowie wysłali również swoje statki z zapasami dla Swebów, ale zostały one przechwycone przez Wizygotów, ich załogi zabite a ładunek zagrabiony. Galicja, obok Hiszpanii i Galii Narbońskiej, stała się jedną z prowincji podległych Leowigildowi. Pojmany uzurpator Andeka został ogolony i odesłany do klasztoru w Beja, w południowej Luzytanii.
Część Swebów, pod dowództwem niejakiego Malaryka, który ogłosił się królem, podniosła bunt, ale w krótkim czasie została pokonana przez wodzów Leowigilda. Sam Malaryk został pojmany, zakuty w łańcuchy i odesłany królowi.

### Aneksja
Po Podboju Leowigild przywrócił dominującą rolę kościołowi ariańskiemu, był to jednak tylko krótki epizod, gdyż po jego śmierci w 586 roku, jego syn Rekkared I zaczął otwarcie popierać katolików i konwersje z arianizmu na katolicyzm. Próba zamachu podjęta przez wiernych arianizmowi buntowników zakończyła się klęską a ich lider, niejaki Segga, został pozbawiony rąk i skazany na zesłanie do Galicji. Polityka Rekkareda znalazła swój finał na trzecim synodzie w Toledo. Było na nim obecnych 72 biskupów z Hiszpanii, Galii i Galicji. Ośmiu z nich zostało wykluczonych z obrad za swoje poparcie dla arianizmu. Połowa z nich pochodziła z Galicji z biskupstw Lugo, Tui, Porto i Viseu. Na synodzie Rekkared oficjalnie potępił ariańską herezję i przyjął katolicki chrzest: Nawrócenie Gotów jest jednym z wielu łask jakie otrzymaliśmy, tak samo jak nieskończona mnogość Swebów których z Bożą pomocą podporządkowaliśmy naszemu królestwu. Mimo że zbłądzili oni z powodu grzechów to dzięki naszej staranności przywróciliśmy ich do prawdy. Rekkared zaczął tytułować się królem Wizygotów i Swebów i takiego określania używali zwracający się do niego władcy i możni, czego przykładem był list papieża Grzegorza Wielkiego.
Pod rządami Gotów podział administracyjny królestwa Swebów ustalony przez Teodemara utrzymywał się przez jakiś czas. Jednak w połowie VII wieku doszło do zmian w wyniku których przetrwały zaledwie trzy stare jednostki - Lugo, Tui i Braga. Trzeba jednak zaznaczyć, że nie doszło do żadnej masowej migracji Wizygotów na nowo zdobyte ziemie, mimo więc że byli przez nich rządzeni i utracili wiele ze swoich wpływów, to jednak Galicja nadal była zdominowana przez swebskie elity.
Ostatnia wzmianka o Swebach jako oddzielnym ludzie pochodzi z hiszpańskiego kodeksu z X wieku: hanc arbor romani pruni vocant, spani nixum, uuandali et goti et suebi et celtiberi ceruleum dicunt („To drzewo nazywane jest śliwą przez Rzymian, nixum przez Hiszpanów, zaś Swebowie, Goci i Celtiberowie mówią nań ceruleum”):. Możliwe jednak że nazwy „Swebowie” użyto tu jako określenia na wszystkich mieszkańców Galicji.

## Lista swebskich władców Galicji
- Hermeryk, panował od około 409 do 438 roku
- Heremigariusz, wódz w Luzytanii od około 427 do 429 roku
- Rechila, panował od około 438 do 448 roku
- Rechiar, panował od około 448 do 456 roku
- Aiulf, obcokrajowiec, prawdopodobnie zbuntowany wizygocki namiestnik, panował od 456 do 457 roku
- Maldras, panował w Luzytanii od 456 do 460 roku
- Framta, panował w Galicji w 457 roku
- Richimund, panował w Galicji od 457 do 464 roku
- Frumar, panował w Luzytanii od 460 do 464 roku
- Remismund, panował od 464 roku, najpierw w Luzytanii, następnie odtworzył dawne królestwo Swebów
- Okres ariański (daty i panujący niepewni):
  - Hermeneryk, około 485 roku
  - Veremund, około 535 roku
  - Teodemund, VI wiek,
- Okres konwersji (kolejność, panujący i daty niepewne)
  - Chararyk, około 550-559, istnienie niepewne
  - Ariamir, panował od 559 do 561 lub 566 roku
  - Teodemar, panował od 561 lub 566 do 570 roku
- Miro, panował od 570 do 583 roku
- Eboryk, panował od 583 do 584 roku, obalony przez Andekę
- Andeka, panował od 584 do 585 roku, obalony przez Leowigilda
- Malaryk, ogłosił się władcą w 585 roku po upadku Galicji, pokonany przez Wizygotów

## Źródła i kontrowersje
W przeciwieństwie do kilku innych barbarzyńskich ludów, takich jak Wandalowie, Wizygoci, Ostrogoci czy Hunowie, którzy odegrali znaczącą rolę w upadku zachodniej części zachodniego Cesarstwa Rzymskiego, Swebowie dość szybko usadowili się na jego obrzeżach i nie brali zbyt aktywnego udziału w wielkiej polityce. Przez długi czas nie byli uważani za poważne zagrożenie dla Rzymu toteż rzymscy autorzy często pomijali ich w swoich relacjach. Badaczom dziejów ich królestwa brakuje więc źródeł lub są one bardzo ogólnikowe. Najlepsze dotyczą panowania Rechilli i Miro, którzy starali się odgrywać jakąś rolę na politycznej arenie świata łacińskiego. Utrzymywali oni dyplomatyczne stosunki z Rzymem, Frankami, Wizygotami a także Wandalami. Głośno robiło się o Swebach także w czasie sporów religijnych, o Galicji zaczęto pisać gdy oficjalnie przeszła ona na katolicyzm, witając ją tym samym w gronie wyznających ortodoksję państw Europy. Mimo to ogólna ilość źródeł jest niewielka.
Jednym z najważniejszych źródeł do badań nad dziejami królestwa Galicji jest kronika biskupa Hydacjusza, który zamieszkiwał Galicję. Dzieło to powstało w 470 roku, jako kontynuacja kroniki świętego Hieronima. Hydacjusz urodził się około 400 roku w mieście Limci, leżącego na południowej granicy dzisiejszej Galicji w dolinie rzeki Lima. Hydacjusz i jego bliscy byli naocznymi świadkami napływu i osadnictwa Swebów na swoich ziemiach a także narodzin niezależnego królestwa tego germańskiego ludu. Przez większą część swojego życia musiał Hydacjusz przebywać w izolowanych rzymskich wspólnotach, nieustannie zagrożonych przez Swebów i Wandalów. Wiadomo jednak, że parę razy podróżował, także poza półwysep Iberyjski. Podróże te miały charakter naukowy albo dyplomatyczny. W 460 roku Hydacjusz został pojmany przez swebskiego wodza Frumariusza z powodu oskarżenia o zdradę. Po trzech miesiącach, kiedy to oddziały Swebów pustoszyły okolice Chaves, został zwolniony, mimo ponawiających się oskarżeń. Kronika Hydacjusza, mimo deklarowanego przez autora uniwersalnego podejścia, szybko zaczęła zamieniać się w historię lokalną. Opisywał między innymi konflikty między najeźdźcami a rdzenną ludnością, upadek rzymskich sił w Hiszpanii, rozwój terytorialny osadnictwa Swebów, ich klęskę w walkach z Gotami, odbudowę królestwa za czasów Remismunda oraz jego przejście na arianizm. Opisy Swebów zawarte w kronice pozostawiają wiele do życzenia. Hydacjusz opisuje ich stronniczo a do tego jednowymiarowo, pisze o tym co zrobili, nie o ich zamiarach, intencjach czy planach. Według E.A Tomsona z opisu Hydacjusza wyłania się obraz Swebów jako „ślepców którzy przez lata przemieszczają się z miejsca na miejsce, przejęci jedynie tym czy zdobędą żywność, pieniądze i inne dobra”.

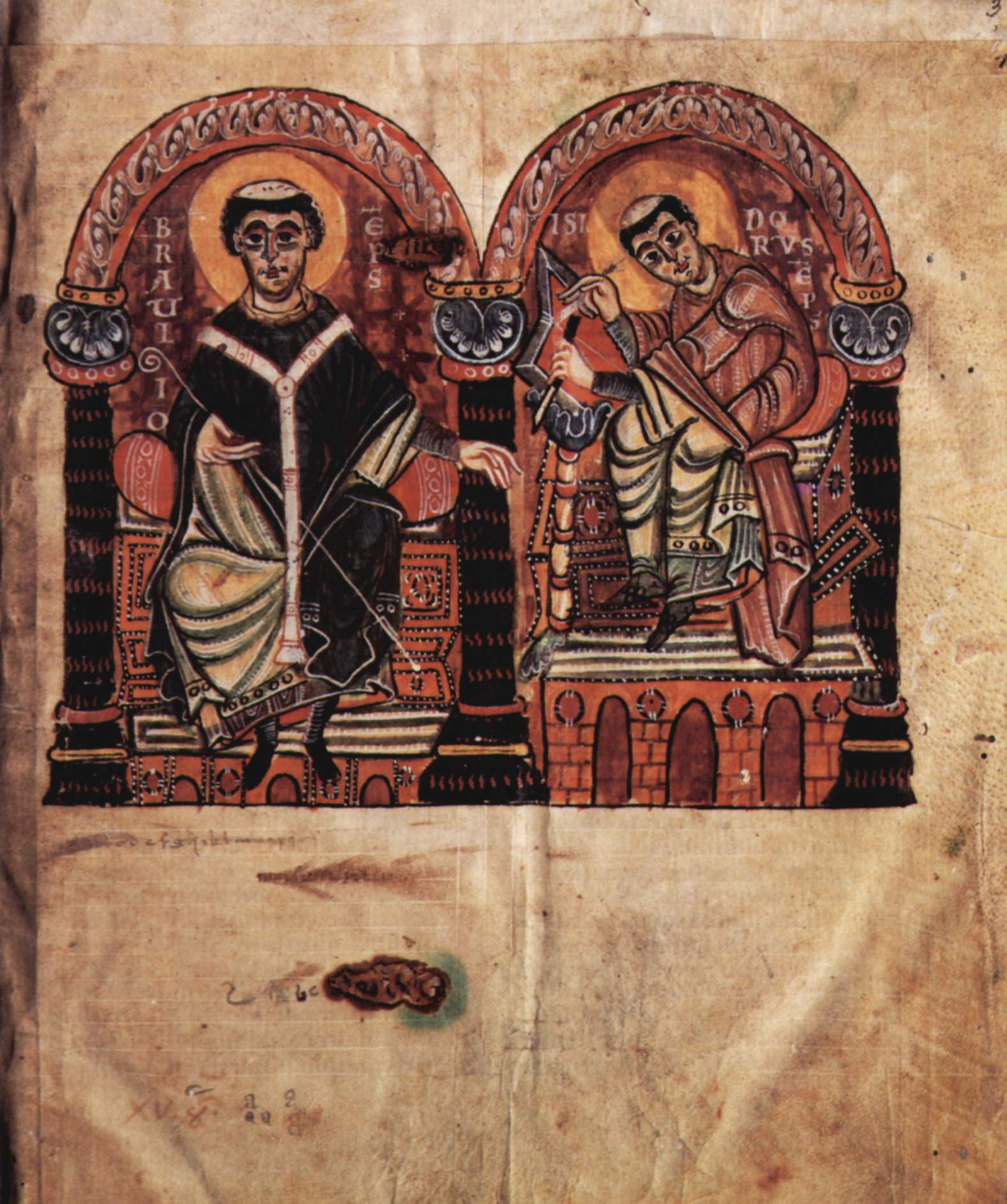
Izydor z Sewilli (po prawej) i Braulion z Saragossy.

Ważnym źródłem do badań nad dziejami Swebów jest Historiarum Adversum Paganos Libri VII Orozjusza. Przedstawia on nieco inny obraz osadnictwa Swebów i Wandalów, mniej katastroficzny niż Hydacjusz. W jego relacjach, po początkowych okrucieństwach Germanie osiedlają się na ziemiach Iberii i zaczynają prowadzić spokojne, poświęcone rolnictwu życie. Daje również świadectwo procesu który miał miejsce w Galii. Podobnie jak tam, także tutaj niższe warstwy ludności przyłączały się do najeźdźców, widząc w nich szansę na zdobycie sobie lepszej pozycji i poprawę warunków życiowych.
Dzieje konfliktów między Swebami i Alanami są opisane przez Grzegorza z Tours, który opisuję VI-wieczną blokadę Galicji, tajemniczą śmierć Gunderyka, rozwiązanie konfliktu poprzez pojedynek wybranych wojowników, klęskę i odwrót Wandalów. Odmienna wersja tej opowieści krążyła wśród Wandalów, co wiemy od Prokopiusza, według relacji którego król Gunderyk został pojmany i zginął poprzez nadzianie na pal. Dla połowy V wieku badacze posiadają również rozdział 44 z Getyki Jordanesa który opisuje klęske króla Rechiara z rąk Wizygotów.
Koniec kroniki Hydacjusza na 469 roku powoduje że okres między 470 a panowaniem króla Miro jest dla badaczy słabo znany z powodu braku wiarygodnych źródeł. Uczeni opierają się tutaj na pracach Marcina z Bragi, zwanego apostołem Swebów a także na pracach Grzegorza z Tours. W „Żywotach Świętego Marcina” Grzegorz przypisuje cud uzdrowienia syna Chararyka relikwią świętego Marcina z Tours, późniejsze nawrócenie swebskiego miałoby być również jego zasługą. Wzmianki o Swebach znajdują się również w sztandarowej pracy Grzegorza z Tours czyli Historii Franków, gdzie opisuje on ich klęskę w walce z Wizygotami i próby sojuszu z Frankami. Według relacji o życiu świętego Marcina z Bragi to jemu należy przypisywać nawrócenie Swebów na katolicyzm. Ten święty miał przybyć na półwysep Iberyjski około 550 roku i od razu rozpoczął tam ożywioną działalność religijną. Był inicjatorem powstania wielu klasztorów i jako biskup Dume przekonał króla Teodemara do przyjęcia chrztu w obrządku katolickim. Później jako arcybiskup Bragi brał udział w reformach kościelnych i państwowych przyczyniając się do odrodzenia siły Swebów i wzrostu ich znaczenia. Część jego prac przetrwała do naszych czasów i są one podstawowym źródłem do badań nad historią życia religijnego i kulturalnego Swebów.
Kolejnym z liczących się źródeł jest kronika autorstwa Jana z Biclar, Wizygota, napisana około 590 roku. Mimo iż do dziś przetrwały najprawdopodobniej tylko jej części to zawiera ważne relacje o ostatnich 15 latach historii niepodległości Swebów i zapisy o paru pierwszych latach pod wizygockim panowaniem.
Ostatnim z głównych źródeł jest praca autorstwa Izydora z Sewilli, który opierając się na Hydacjuszu i Janie z Biclar napisał syntezę historii Swebów na półwyspie Iberyjskim. Wielu współczesnych historyków zarzuca Izydorowi, że ubarwiał on dzieje Swebów a gdy opisywał okresy o których niewiele wiedział to po prostu wymyślał różne wydarzenia. Krytyka ta oparta jest na porównaniu pracy Izydora z Hydacjuszem.